# 高禖庙
高禖庙，位于山西省运城市河津市阳村乡连伯村，是中华人民共和国山西省文物保护单位之一。
2004年6月10日，授予山西省文物保护单位，是一座古建筑。